# Yanis Chimaras
Yanis Juan Andrés Chimaras Maury (Caracas, 12 de agosto de 1955-Guatire, 24 de abril de 2007) fue un actor venezolano.

## Biografía
Yanis Chimaras decidió iniciarse en el mundo artístico al finalizar el bachillerato, entrando al Colegio Universitario de Caracas (CUC), en 1974, donde estudió teatro y actuación bajo la conducción del dramaturgo Ricardo Acosta. Realizó cursos de dirección y producción en la Academia Nacional de Artes y Ciencias del Cine y la Televisión de Caracas y de docencia de actuación para televisión con Amalia Pérez Díaz.
Además, a lo largo de su carrera nunca paró de instruirse, realizó siete talleres en festivales internacionales, entre los que destacan: Inglaterra (Lindsay Kemp), Alemania, Cuba, Antigua, Unión Soviética (Stanislavski) y Brasil (Taller sobre Boal). 
Chimaras fue cofundador del Taller de Teatro Macanillas, debutando en la obra teatral de Ricardo Acosta Uhuru, presentada en el Teatro París de Caracas, hoy La Campiña. En las tablas, participó en más de 15 piezas teatrales universitarias como actor y asistente de dirección, entre las que resaltan: La tempestad y Noche de Reyes de William Shakespeare, Un tranvía llamado Deseo de Tennessee Williams, Lo Mío me lo Dejan en la Olla de Levy Rossell, El Príncipe de las Galaxias de Temístocles López, Los chicos de la banda de Mart Crowley, Reina Pepeada de Román Chalbaud, Sony de José Ignacio Cabrujas, así como otras obras de corte comercial.
En el séptimo arte, laboró en las películas Cangrejo, Colt Comando 5.57, Homicidio culposo y Rosa de Francia, todas de César Bolívar; Retén de Catia de Clemente de la Cerda; Piloto Río Verde de Philiph Toledano; Amaneció de golpe y Mi vida por Sharon de Carlos Azpúrua y El Caracazo dirigida por Román Chalbaud. 
Mientras que en la pantalla chica, integró novelas de alta proyección como: Rosa Campos (telenovela con la cual empezó su carrera), Bienvenida Esperanza, Mi Amada Beatriz, Marielena, La hija del presidente, Contra viento y marea, El país de las mujeres, Amantes de luna llena, Cosita rica, El amor las vuelve locas y el que fue su último dramático, Ciudad Bendita.
Asimismo, efectuó historias musicales compartiendo escenario con José José, Rudy Pérez, Kiara y Guillermo Dávila, como del mismo modo mostró su talento en los unitarios West Side Story, El espectro de la rosa, Panchito y Arturo, José Gregorio Hernández, el siervo de Dios, Virgen de Coromoto, Piedra de luna y Cuerpos clandestinos. 
Al ser un hombre polifacético, también experimentó en el campo de la escritura, pues compuso un total de 30 canciones y 2 obras de teatro, estas últimas conjuntamente con Oscar Urdaneta Domínguez.

### Fallecimiento
El 24 de abril de 2007, fue asesinado por un grupo de delincuentes. Lo abordaron cuando junto con su hija, buscaba a una amiga de esta para llevarlas al trabajo. Uno de los malhechores lo apuñaló tres veces en el pecho mientras trataba de mediar con ellos. Fue trasladado de inmediato a un hospital pero murió por desangramiento producto de una severa hemorragia en uno de sus pulmones.
El asesino confeso de Yanis Chimaras responde al nombre de Jean Manuel Montilla, alias el Chimaras, quien fue condenado a 16 años de cárcel por el crimen. Se sabe que el mismo se fugó de la cárcel Hombre Nuevo “El Libertador”, ubicada en Tocuyito (Carabobo), conocida como cárcel de Tocuyito, en febrero del año 2020 junto a dos reos más que se encontraban en el área de máxima seguridad del mencionado recinto penitenciario.

## Filmografía

### Telenovelas
- 1980: Rosa Campos, provinciana
- 1981: Elizabeth
- 1981: Marielena
- 1981: Candida
- 1981: Luisana mía
- 1981: Amada mía
- 1982: Kapricho S.A.
- 1983: Bienvenida Esperanza
- 1984: Rebeca (telenovela de 1984)
- 1984: Azucena
- 1984: La salvaje
- 1986: Los Donatti
- 1987: Mi amada Beatriz
- 1989: La revancha
- 1992: Piel
- 1993: El paseo de la gracia de Dios
- 1993: Maria Valeria
- 1994: La hija del presidente
- 1996: Sol de tentación
- 1996: El perdón de los pecados
- 1996: Ines (telenovela de 1996)
- 1997: Contra viento y marea
- 1997: Destino de mujer
- 1998: El país de las mujeres
- 1999: Toda mujer
- 2000: Amantes de luna llena
- 2001: Más que amor, frenesí
- 2002: Mambo y canela
- 2002: Lejana como el viento
- 2002: Las González
- 2003: Engañada
- 2003-2004: Cosita rica
- 2005: El amor las vuelve locas
- 2006: Ciudad Bendita

### Telefilmes
- José Gregorio Hernández, el siervo de Dios (1990) .... General Antonio Pimentel

### Películas
- 1982:  Cangrejo
- 1983: Homicidio culposo
- 1984: Retén de Catia
- 1986: Colt Comando 5.56
- 1987: Aguasangre, crónica de un indulto
- 1995: Rosa de Francia
- 1996: Sucre
- 1998: Amaneció de golpe
- 2005: El Caracazo
- 2007: Miranda regresa

## Premios y reconocimientos
- 1995 - 1996: Premio Municipal de Teatro[7]
- 1995 - 1996: Premio Casa del Artista como actor de reparto[7]